# كابتن هوك
القبطان جيمس هوك، شخصية خيالية والخصم الرئيسي لمسرحية جيمس ماثيو باري عام 1904 بيتر بان، أو الفتى الذي لن يكبر وتعديلاته المختلفة، حيث يكون العدو اللدود لبيتر بان، الشخصية هي قبطان قرصان للعميد جولي روجر، مخاوفه الرئيسية هما رؤية دمه (من المفترض أنه لون غير طبيعي) والتمساح الذي يلاحقه بعد أن يأكل اليد التي قطعها بان. استبدل خطاف حديدي يده المقطوعة، والتي أعطت القرصان اسمه.
1. ↑  J. M. Barrie (1911), "5", Peter and Wendy (بالإنجليزية), OL:7241413M, QID:Q29168975